# TENZAN
TENZAN（テンザン、本名：菅原 駿亮(すがわら しゅんすけ)、1990年2月21日 − ）は、日本のHIPHOPアーティスト、音楽プロデューサー、作詞家である。岩手県花巻市生まれ。

## 略歴
- 2011年から現在まで多くの作品をリリース、また客演参加、作詞、レコーディングディレクションなどを手掛ける。
- また他アーティストのプロデュース活動も行なっている。
- 2012年より映像監督の阿部ナオトと共にクリエイターチームNO COVER ART STUDIOS.を設立。

## リリース作品/参加作品/プロデュース作品

### リリース作品
- 2012年
  - 『 SD ANTHEM』
  - 『 岐路の遥遥』

- 2013年
  - 『O.T.D 』
- 2014年
  - 『TOYBOX』 参加アーティストISH-ONE, YAN-MARK
  - 『O.T.D pt2 ~blue sky~ feat.YAN-MARK』
- 2015年
  - 『TOY BOX2』 参加アーティスト、EGO, PENNTAGON
- 2017年
  - 『Astronaut』 参加アーティスト、L-VOKAL, 鎮座DOPENESS, TERRY, ISH-ONE, AI ECO INA
- 2018年
  - 『ケイスケホンダ』
- 2020年
  - 『THE LAST SUPPER』 参加アーティスト、Yue Cue
- 2021年
  - 『E.C.L.B』
  - 『NOT MY GLORY』 参加アーティスト、R.SMK
- 2022年
  - 『In the corner』 参加アーティスト、L-VOKAL, EGO

### 参加作品
- 2011年
  - TENZAN, CROSS, NORIKIYO, SHINGO★西成, BRON-K『We Need the Light』
  - SEEDA『FLY featuring KARIBEL for MAJORMUSIC,TENZAN』
  - KREVA, SEEDA, 三浦大知, Mummy-D, 宇田丸, lecca, EMI MARIA, 後藤正文(ASIAN KAN-FU GENERATION), KOJOE, TENZAN, KARIBEL, Che'Nelle『HOPE』
- 2012年
  - DJ ISSO『WHO'S NEXT?』
- 2014年
  - YAN-MARK『MONEY GONE feat.TENZAN』
- 2017年
  - Penntagon『Power feat.TENZAN』
- 2018年
  - XKHALIVAS『Hard Knock World feat.TENZAN』
  - Mookoobaek『Keisuke Honda(remix)feat.TENZAN』
- 2019年
  - WHISKY BOYz『Stay Gold feat.WEEDY 焚巻&TENZAN』
  - NB『MY WAY feat.TENZAN&SOIS』
- 2020年
  - Uran Bdick『natsuno owari feat.TENZAN』
- 2021年
  - R.SMK『Swervin feat.TENZAN』
  - FIRE FLY『FIRE FLY MIX TAPE VOL.1』
- 2022年
  - 和空『School of RAP feat.TENZAN』
  - Fish Deli『Kirai feat.TENZAN』

### プロデュース作品
- 2018年
  - ヒプノシスマイク『Buster Bros!!! VS MAD TRIGGER CREW -Division Rap Battle-』（木村昴、石谷春貴、天﨑滉平、浅沼晋太郎、駒田航、神尾晋一郎、速水奨、木島隆一、伊東健人、白井悠介、野津山幸宏、たかはし智秋）
- 2020年
  - Uran Bdick『Natsuno owari』
- 2021年
  - R.SMK『FIRST SMOKE』
- 2022年
  - 和空『吃音SHOW(A)』
  - Fish Deli『Throw Away』

## 出演
テレビ
- めざましTV（2011年）
- カウントダウンTVクリスマスSP（2011年）
- News every（2014年）
- お笑いG7サミット（2020年）

ラジオ
- REP Redio 『Freaky Friday』（2017年）

雑誌
- SAMURAI MAGAZINE（2011年）

| スタブアイコン | サブスタブ | この項目は、まだ閲覧者の調べものの参照としては役立たない、音楽関係者（バンド等）に関連した書きかけの項目です。この項目を加筆・訂正などしてくださる協力者を求めています（P:音楽/PJ:芸能人）。 |